# Лаодамант
Лаодамант (дав.-гр. Λαοδάμας, род. відм. Λαοδαμάντος) , Лаодамант Фіванський— син фіванського царя Етеокла, що після смерті батька був під опікою Креонта.
Під час його владарювання відбувся похід сімох проти Фів. Л. теж брав участь у боротьбі з аргів'янами і вбив Адрастового сина Егіалея, а сам загинув від руки Алкмеона.